# Marj
Al Marj (tiếng Ả Rập: المرج chuyển tự là Al Marǧ), phát âm tương tự như El Merj, trước đây là Barca hoặc Barce, là một thành phố trong vùng đông bắc Libya và thủ phủ hành chính huyện Al Marj, là một thành phố của Libya. Thành phố Al Marj (thành phố) có diện tích km², dân số thời điểm năm 2006 là 62.894 người. Đây là thành phố lớn thứ 13 tại Libya.
Al Marj nằm trong một thung lũng vùng cao tách ra từ biển Địa Trung Hải bằng một loạt các ngọn đồi, một phần của dãy núi Akhdar. 
Al Marj đã là thuộc địa thế kỷ thứ 7 TCN Barce của Hy Lạp. Nó đã bị người Ba Tư chiếm năm 512 trước Công nguyên, và bị sáp nhập bởi Ptolemies sau cái chết của Alexander Đại đế vào năm 323 TCN. Nó đã được người Ả Rập chiếm vào năm 641.
Trong những năm 1800, thị trấn phát triển xung quanh một pháo đài Thổ Nhĩ Kỳ được xây dựng năm 1842 và bây giờ phục hồi. Người Ý đã phát triển thành phố (1913-1941) là một trung tâm hành chính và thị trường và khu nghỉ mát đồi.
Al Marj là thủ đô của Anh chiếm đóng Cyrenaica từ 1942-1943.
Hầu hết toàn thành phố đã bị phá hủy bởi một trận động đất độ lớn 5,6 vào ngày 21 tháng 2 năm 1963, giết chết khoảng 300 người và làm bị thương hơn 500 người. Việc xây dựng lại chính là bắt đầu khoảng 5 km (3 dặm) từ địa điểm cũ, và được hoàn thành khoảng năm 1970.